# Baueinsatzkabel
Ein Baueinsatzkabel ist ein Stromkabel, das zum Einsatz kommt, wenn eine Freileitungsanlage (üblicherweise mit Spannungen zwischen 110 und 220 kV) während Bauarbeiten außer Betrieb genommen wird und eine temporäre Ersatzleitung geschaffen werden muss. Baueinsatzkabel sind eine Alternative zum Bau temporärer Freileitungen. Sie werden an die Leitung mit an diesem Kabel fest montierten Endverschlüssen aus Silikon angeschlossen und üblicherweise direkt auf den Erdboden gelegt. Da diese Endverschlüsse fest mit dem Kabel verbunden sind, ist es nicht möglich, mehrere Baueinsatzkabel direkt aneinanderzureihen.
Allerdings ist ihre Parallelschaltung möglich, um die elektrische Belastbarkeit der Verbindung zu erhöhen.